# Listas de bilionários

Participação global da riqueza por grupo de riqueza, Credit Suisse, 2021

Esta lista de bilionários é uma listagem feita por um grupo das pessoas mais ricas do mundo, compilada e publicada pela revista de negócios americana Forbes. O patrimônio líquido total de cada indivíduo na lista é estimado, em dólares dos Estados Unidos, com base em seus ativos e contabilização da dívida. Famílias reais e ditadores, cuja riqueza vem de suas posições, são excluídos desta lista.
A lista é publicada anualmente em março desde 1987. O fundador da Microsoft, Bill Gates, foi topo da lista pelo menos 16 vezes nos últimos 21 anos, incluindo a lista de 2015. Neste mesmo ano, houve um recorde de 1826 pessoas na lista que incluiu também um recorde de 290 recém-chegados, sendo 71 da China, 51 dos Estados Unidos, 28 da Índia e 23 da Alemanha. Foi registrado um recorde de 197 mulheres que entraram na lista dos bilionários. O valor líquido médio listado foi de 3,86 bilhões de dólares, queda de 60 milhões em comparação com 2014. Somados, o valor líquido total de bilionários de 2015 foi de 7,05 trilhões de dólares, acima dos 6,4 trilhões de 2014.

## Metodologia
A cada ano, a revista Forbes emprega uma equipe de mais de cinquenta repórteres de vários países para monitorarem as atividades dos indivíduos mais ricos do mundo. Levantamentos preliminares são enviados para aqueles que podem entrar na lista. De acordo com a Forbes, a revista recebe três tipos de respostas - algumas pessoas tentam inflar sua riqueza, outros cooperam, mas deixam de fora detalhes importantes, e alguns se recusam a responder quaisquer perguntas. Os negócios então são analisados e as estimativas de bens valiosos - Terras, casas, veículos, obras de artes, etc. - são feitos.

## Lista de bilionários
Todas as listas a seguir são baseadas nas publicações da revista americana Forbes.

### 2023
As listas foram publicadas pela Forbes no dia 4 de abril de 2023.
| N.° | Nome                      | Fortuna (em bilhões de US$) | Idade | Cidadania      | Origem da fortuna                  |
| --- | ------------------------- | --------------------------- | ----- | -------------- | ---------------------------------- |
| 1   | Bernard Arnault e família | 211                         | 74    | França         | LVMH                               |
| 2   | Elon Musk                 | 180                         | 51    | Estados Unidos | Tesla, SpaceX                      |
| 3   | Jeff Bezos                | 114                         | 59    | Estados Unidos | Amazon                             |
| 4   | Larry Ellison             | 107                         | 78    | Estados Unidos | Oracle Corporation                 |
| 5   | Warren Buffett            | 106                         | 92    | Estados Unidos | Berkshire Hathaway                 |
| 6   | Bill Gates                | 104                         | 67    | Estados Unidos | Microsoft                          |
| 7   | Michael Bloomberg         | 94.5                        | 81    | Estados Unidos | Bloomberg L.P.                     |
| 8   | Carlos Slim e família     | 93                          | 83    | México         | Telmex, América Móvil, Grupo Carso |
| 9   | Mukesh Ambani             | 83.4                        | 65    | Índia          | Reliance Industries                |
| 10  | Steve Ballmer             | 80.7                        | 67    | Estados Unidos | Microsoft                          |

### 2022
As listas foram publicadas pela Forbes no dia 5 de abril de 2022.
| N.° | Nome                      | Fortuna (em bilhões de US$) | Idade | Cidadania      | Origem da fortuna   |
| --- | ------------------------- | --------------------------- | ----- | -------------- | ------------------- |
| 1   | Elon Musk                 | 219                         | 50    | Estados Unidos | Tesla, SpaceX       |
| 2   | Jeff Bezos                | 177                         | 58    | Estados Unidos | Amazon              |
| 3   | Bernard Arnault e família | 158                         | 73    | França         | LVMH                |
| 4   | Bill Gates                | 129                         | 66    | Estados Unidos | Microsoft           |
| 5   | Warren Buffett            | 118                         | 91    | Estados Unidos | Berkshire Hathaway  |
| 6   | Larry Page                | 111                         | 49    | Estados Unidos | Google              |
| 7   | Sergey Brin               | 107                         | 48    | Estados Unidos | Google              |
| 8   | Larry Ellison             | 106                         | 77    | Estados Unidos | Oracle Corporation  |
| 9   | Steve Ballmer             | 91.4                        | 66    | Estados Unidos | Microsoft           |
| 10  | Mukesh Ambani             | 90.7                        | 64    | Índia          | Reliance Industries |

### 2021
As listas foram publicadas pela Forbes no dia 6 de abril de 2021.
| N.° | Nome                      | Fortuna (em bilhões de US$) | Idade | Cidadania      | Origem da fortuna             |
| --- | ------------------------- | --------------------------- | ----- | -------------- | ----------------------------- |
| 01  | Jeff Bezos                | 177,0                       | 57    | Estados Unidos | Amazon.com                    |
| 02  | Elon Musk                 | 151,0                       | 49    | Estados Unidos | Tesla, SpaceX                 |
| 03  | Bernard Arnault & família | 150,0                       | 72    | França         | LVMH                          |
| 04  | Bill Gates                | 124,0                       | 65    | Estados Unidos | Cascade Investment: Microsoft |
| 05  | Mark Zuckerberg           | 97,0                        | 36    | Estados Unidos | Facebook                      |
| 06  | Warren Buffett            | 96,0                        | 90    | Estados Unidos | Berkshire Hathaway            |
| 07  | Larry Ellison             | 93,0                        | 75    | Estados Unidos | Oracle Corporation            |
| 08  | Larry Page                | 91,5                        | 48    | Estados Unidos | Google, Alphabet Inc.         |
| 09  | Sergey Brin               | 89,0                        | 47    | Estados Unidos | Google, Alphabet Inc.         |
| 010 | Mukesh Ambani             | 84,5                        | 63    | Índia          | Reliance Industries           |

### 2020
As listas foram publicadas pela Forbes no dia 7 de abril de 2020.
| N.° | Nome                      | Fortuna (em bilhões de US$) | Idade | Cidadania      | Origem da fortuna             |
| --- | ------------------------- | --------------------------- | ----- | -------------- | ----------------------------- |
| 01  | Jeff Bezos                | 113,0                       | 56    | Estados Unidos | Amazon.com                    |
| 02  | Bill Gates                | 98,0                        | 64    | Estados Unidos | Cascade Investment: Microsoft |
| 03  | Bernard Arnault & família | 76,0                        | 71    | França         | LVMH                          |
| 04  | Warren Buffett            | 67,5                        | 89    | Estados Unidos | Berkshire Hathaway            |
| 05  | Larry Ellison             | 59,0                        | 75    | Estados Unidos | Oracle Corporation            |
| 06  | Amancio Ortega            | 55,1                        | 84    | Espanha        | Inditex: Zara                 |
| 07  | Mark Zuckerberg           | 54,7                        | 35    | Estados Unidos | Facebook                      |
| 08  | Jim Walton                | 54,6                        | 72    | Estados Unidos | Walmart                       |
| 09  | Alice Walton              | 54,4                        | 71    | Estados Unidos | Walmart                       |
| 010 | S. Robson Walton          | 54,1                        | 76    | Estados Unidos | Walmart                       |

### 2019
As listas foram publicadas pela Forbes no dia 5 de março de 2019.
| N.° | Nome                       | Fortuna (em bilhões de US$) | Idade | Cidadania      | Origem da fortuna                  |
| --- | -------------------------- | --------------------------- | ----- | -------------- | ---------------------------------- |
| 01  | Jeff Bezos e familia       | 131,0                       | 55    | Estados Unidos | Amazon.com                         |
| 02  | Bill Gates                 | 96,5                        | 63    | Estados Unidos | Cascade Investment: Microsoft      |
| 03  | Warren Buffett             | 82,5                        | 88    | Estados Unidos | Berkshire Hathaway                 |
| 04  | Bernard Arnault            | 76,0                        | 70    | França         | LVMH                               |
| 05  | Carlos Slim Helú e família | 64,0                        | 79    | México         | Grupo Carso: América Móvil, Telmex |
| 06  | Amancio Ortega             | 62,7                        | 83    | Espanha        | Inditex: Zara                      |
| 07  | Larry Ellison              | 62,5                        | 74    | Estados Unidos | Oracle Corporation                 |
| 08  | Mark Zuckerberg            | 62,3                        | 34    | Estados Unidos | Facebook                           |
| 09  | Michael Bloomberg          | 55,5                        | 77    | Estados Unidos | Bloomberg L.P.                     |
| 010 | Larry Page                 | 50,8                        | 45    | Estados Unidos | Google, Alphabet Inc.              |

### 2018
As listas foram publicadas pela Forbes no dia 6 de março de 2018.

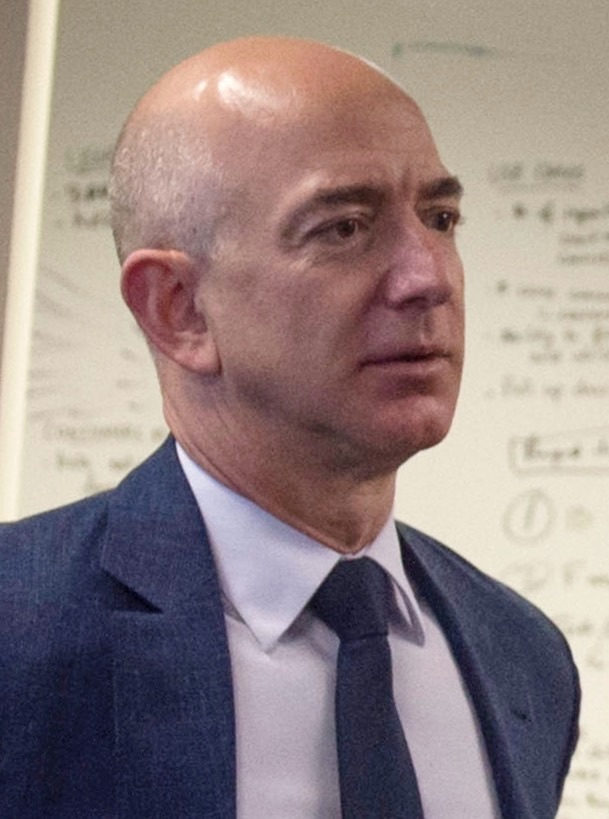
1.° Jeff Bezos (Estados Unidos)

| N.° | Nome                       | Fortuna (em bilhões de US$) | Idade | Cidadania      | Origem da fortuna                  |
| --- | -------------------------- | --------------------------- | ----- | -------------- | ---------------------------------- |
| 01  | Jeff Bezos                 | 112,0                       | 54    | Estados Unidos | Amazon.com                         |
| 02  | Bill Gates                 | 90,0                        | 62    | Estados Unidos | Cascade Investment: Microsoft      |
| 03  | Warren Buffett             | 84,0                        | 87    | Estados Unidos | Berkshire Hathaway                 |
| 04  | Bernard Arnault            | 72,0                        | 69    | França         | LVMH                               |
| 05  | Mark Zuckerberg            | 71,0                        | 33    | Estados Unidos | Facebook                           |
| 06  | Amancio Ortega             | 70,0                        | 82    | Espanha        | Inditex: Zara                      |
| 07  | Carlos Slim Helú e família | 67,1                        | 78    | México         | Grupo Carso: América Móvil, Telmex |
| 08  | Charles Koch               | 60,0                        | 82    | Estados Unidos | Diversos                           |
| 08  | David Koch                 | 60,0                        | 77    | Estados Unidos | Diversos                           |
| 010 | Larry Ellison              | 58,5                        | 73    | Estados Unidos | Oracle Corporation                 |

### 2017
As listas foram publicadas pela Forbes no dia 20 de março de 2017.

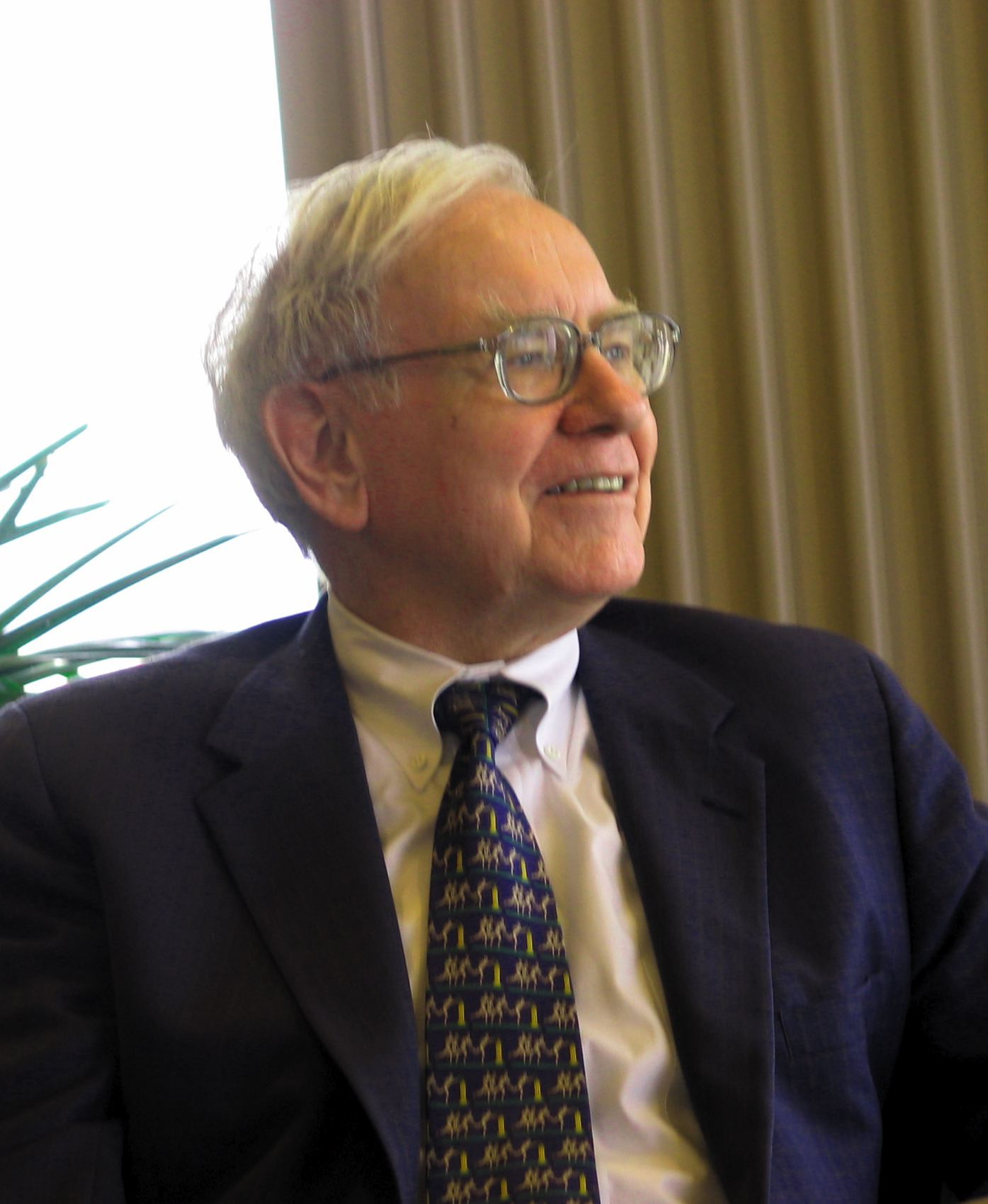
2.° Warren Buffett (Estados Unidos)

| N.° | Nome                       | Fortuna (em bilhões de US$) | Idade | Cidadania      | Origem da fortuna                  |
| --- | -------------------------- | --------------------------- | ----- | -------------- | ---------------------------------- |
| 01  | Bill Gates                 | 86,0                        | 61    | Estados Unidos | Cascade Investment: Microsoft      |
| 02  | Warren Buffett             | 75,6                        | 86    | Estados Unidos | Berkshire Hathaway                 |
| 03  | Jeff Bezos                 | 72,8                        | 53    | Estados Unidos | Amazon.com                         |
| 04  | Amancio Ortega             | 71,3                        | 81    | Espanha        | Inditex: Zara                      |
| 05  | Mark Zuckerberg            | 56,0                        | 32    | Estados Unidos | Facebook                           |
| 06  | Carlos Slim Helú e família | 54,5                        | 77    | México         | Grupo Carso: América Móvil, Telmex |
| 07  | Larry Ellison              | 52,2                        | 72    | Estados Unidos | Oracle Corporation                 |
| 08  | Charles Koch               | 48,3                        | 81    | Estados Unidos | Diversos                           |
| 08  | David Koch                 | 48,3                        | 76    | Estados Unidos | Diversos                           |
| 010 | Michael Bloomberg          | 47,5                        | 75    | Estados Unidos | Bloomberg L.P.                     |

### 2016
As listas foram publicadas pela Forbes no dia 1 de março de 2016.

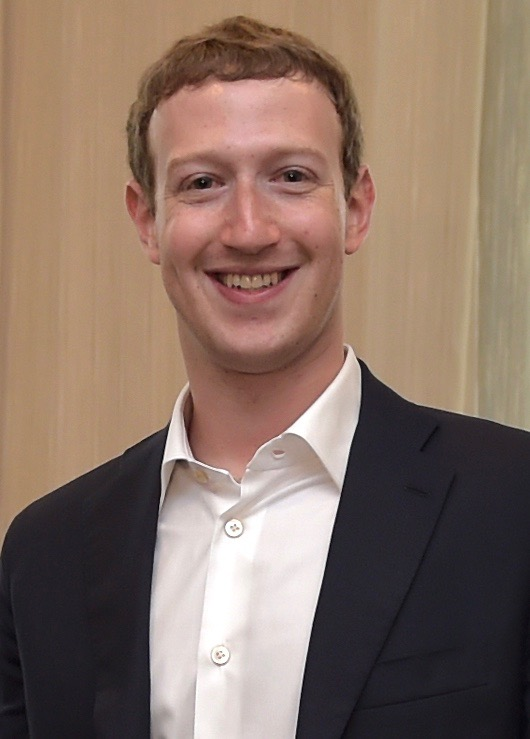
6.° Mark Zuckerberg (Estados Unidos)

| N.° | Nome                       | Fortuna (em bilhões de US$) | Idade | Cidadania      | Origem da fortuna                  |
| --- | -------------------------- | --------------------------- | ----- | -------------- | ---------------------------------- |
| 01  | Bill Gates                 | 75,0                        | 60    | Estados Unidos | Cascade Investment: Microsoft      |
| 02  | Amancio Ortega             | 67,0                        | 79    | Espanha        | Inditex: Zara                      |
| 03  | Warren Buffett             | 60,8                        | 85    | Estados Unidos | Berkshire Hathaway                 |
| 04  | Carlos Slim Helú e família | 50,0                        | 76    | México         | Grupo Carso: América Móvil, Telmex |
| 05  | Jeff Bezos                 | 45,2                        | 52    | Estados Unidos | Amazon.com                         |
| 06  | Mark Zuckerberg            | 44,6                        | 31    | Estados Unidos | Facebook                           |
| 07  | Larry Ellison              | 43,6                        | 71    | Estados Unidos | Oracle Corporation                 |
| 08  | Michael Bloomberg          | 40,0                        | 74    | Estados Unidos | Bloomberg L.P.                     |
| 09  | Charles Koch               | 39,6                        | 80    | Estados Unidos | Diversos                           |
| 09  | David Koch                 | 39,6                        | 75    | Estados Unidos | Diversos                           |
| 010 | Liliane Bettencourt        | 36,1                        | 93    | França         | L'Oréal                            |

### 2015
As listas foram publicadas pela Forbes no dia 2 de março de 2015.

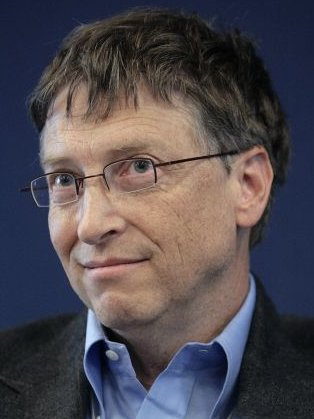
1.° Bill Gates (Estados Unidos)

| N.° | Nome                       | Fortuna (em bilhões de US$) | Idade | Cidadania      | Origem da fortuna                  |
| --- | -------------------------- | --------------------------- | ----- | -------------- | ---------------------------------- |
| 01  | Bill Gates                 | 79,2                        | 59    | Estados Unidos | Cascade Investment: Microsoft      |
| 02  | Carlos Slim Helú e família | 77,1                        | 75    | México         | Grupo Carso: América Móvil, Telmex |
| 03  | Warren Buffett             | 72,7                        | 84    | Estados Unidos | Berkshire Hathaway                 |
| 04  | Amancio Ortega             | 64,5                        | 78    | Espanha        | Inditex: Zara                      |
| 05  | Larry Ellison              | 54,3                        | 70    | Estados Unidos | Oracle Corporation                 |
| 06  | Charles Koch               | 42,9                        | 79    | Estados Unidos | Diversos                           |
| 06  | David Koch                 | 42,9                        | 74    | Estados Unidos | Diversos                           |
| 08  | Christy Walton             | 41,7                        | 60    | Estados Unidos | Walmart                            |
| 09  | Jim Walton                 | 40,6                        | 66    | Estados Unidos | Walmart                            |
| 010 | Liliane Bettencourt        | 40,1                        | 92    | França         | L'Oréal                            |

### 2014
As listas foram publicadas pela Forbes no dia 3 de março de 2014.

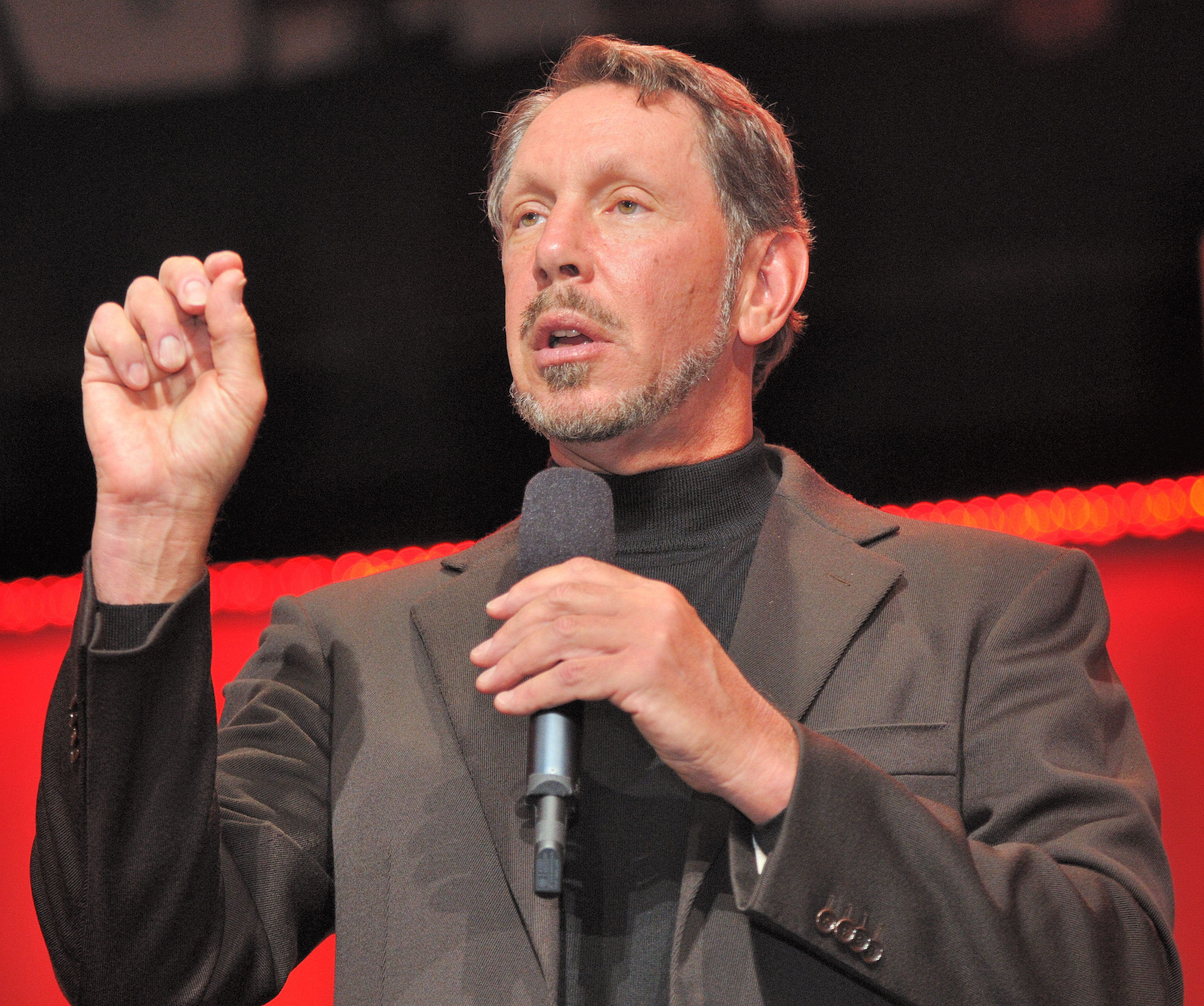
5.° Larry Ellison (Estados Unidos)

| N.° | Nome                       | Fortuna (em bilhões de US$) | Idade | Cidadania      | Origem da fortuna                  |
| --- | -------------------------- | --------------------------- | ----- | -------------- | ---------------------------------- |
| 01  | Bill Gates                 | 76,0                        | 58    | Estados Unidos | Cascade Investment: Microsoft      |
| 02  | Carlos Slim Helú e família | 72,0                        | 74    | México         | Grupo Carso: América Móvil, Telmex |
| 03  | Amancio Ortega             | 64,0                        | 77    | Espanha        | Inditex: Zara                      |
| 04  | Warren Buffett             | 58,2                        | 83    | Estados Unidos | Berkshire Hathaway                 |
| 05  | Larry Ellison              | 48,0                        | 70    | Estados Unidos | Oracle Corporation                 |
| 06  | Charles Koch               | 40,0                        | 78    | Estados Unidos | Diversos                           |
| 06  | David Koch                 | 40,0                        | 73    | Estados Unidos | Diversos                           |
| 08  | Sheldon Adelson            | 38,0                        | 80    | Estados Unidos | Las Vegas Sands                    |
| 09  | Christy Walton e família   | 36,7                        | 59    | Estados Unidos | Walmart                            |
| 010 | Jim Walton                 | 34,7                        | 65    | Estados Unidos | Walmart                            |

### 2013
As listas foram publicadas pela Forbes no dia 4 de março de 2013.

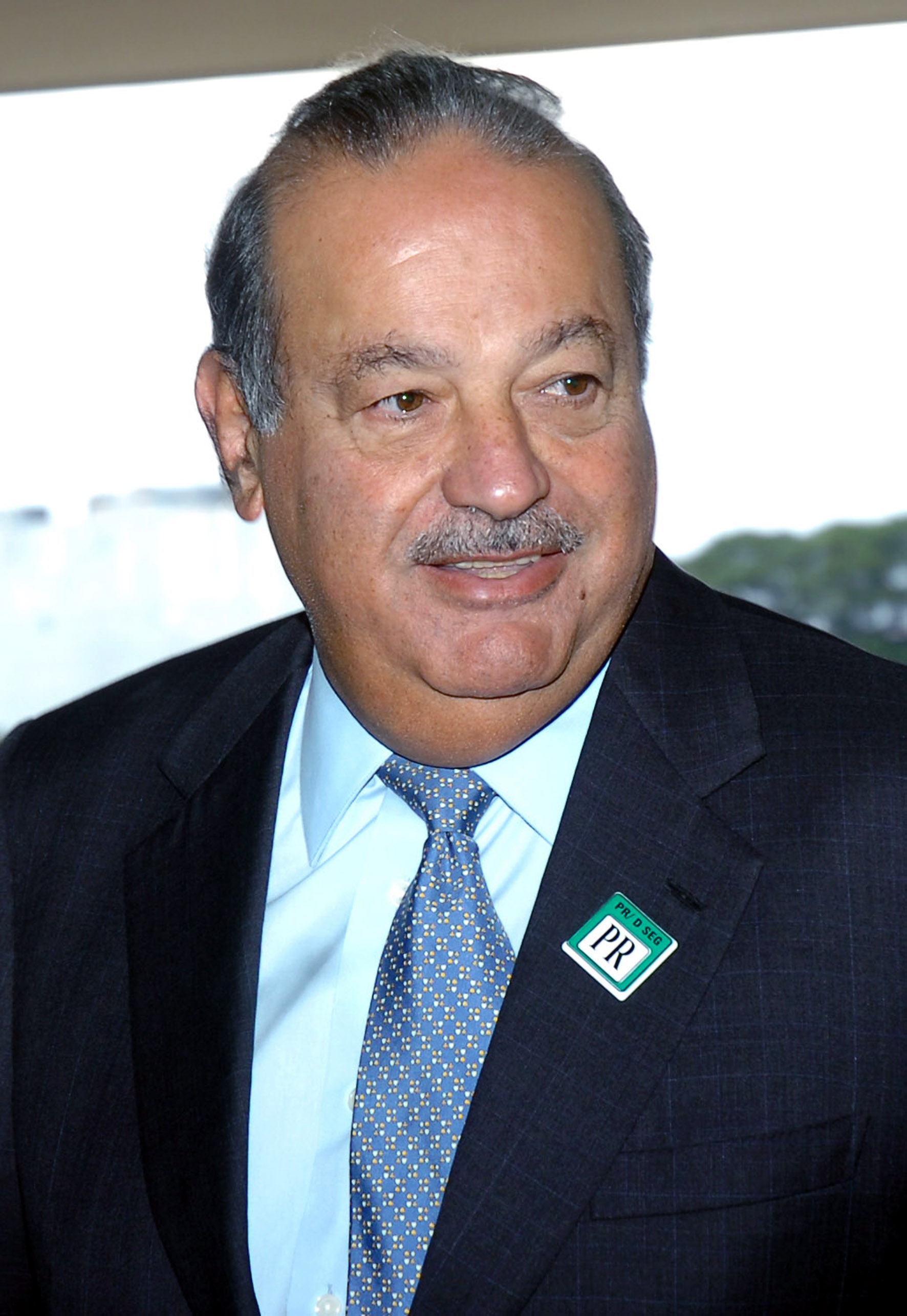
1.° Carlos Slim Helú (México)

| N.° | Nome                       | Fortuna (em bilhões de US$) | Idade | Cidadania      | Origem da fortuna                  |
| --- | -------------------------- | --------------------------- | ----- | -------------- | ---------------------------------- |
| 01  | Carlos Slim Helú e família | 73,0                        | 73    | México         | Grupo Carso: América Móvil, Telmex |
| 02  | Bill Gates                 | 67,0                        | 57    | Estados Unidos | Cascade Investment: Microsoft      |
| 03  | Amancio Ortega             | 57,0                        | 76    | Espanha        | Inditex: Zara                      |
| 04  | Warren Buffett             | 53,5                        | 82    | Estados Unidos | Berkshire Hathaway                 |
| 05  | Larry Ellison              | 43,0                        | 68    | Estados Unidos | Oracle Corporation                 |
| 06  | Charles Koch               | 34,0                        | 77    | Estados Unidos | Diversos                           |
| 06  | David Koch                 | 34,0                        | 72    | Estados Unidos | Diversos                           |
| 08  | Li Ka-shing                | 31,0                        | 84    | Hong Kong      | Cheung Kong Holdings               |
| 09  | Liliane Bettencourt        | 30,0                        | 90    | França         | L'Oréal                            |
| 010 | Bernard Arnault            | 29,0                        | 63    | França         | LVMH, Carrefour                    |

### 2012
As listas foram publicadas pela Forbes no dia 7 de março de 2012.

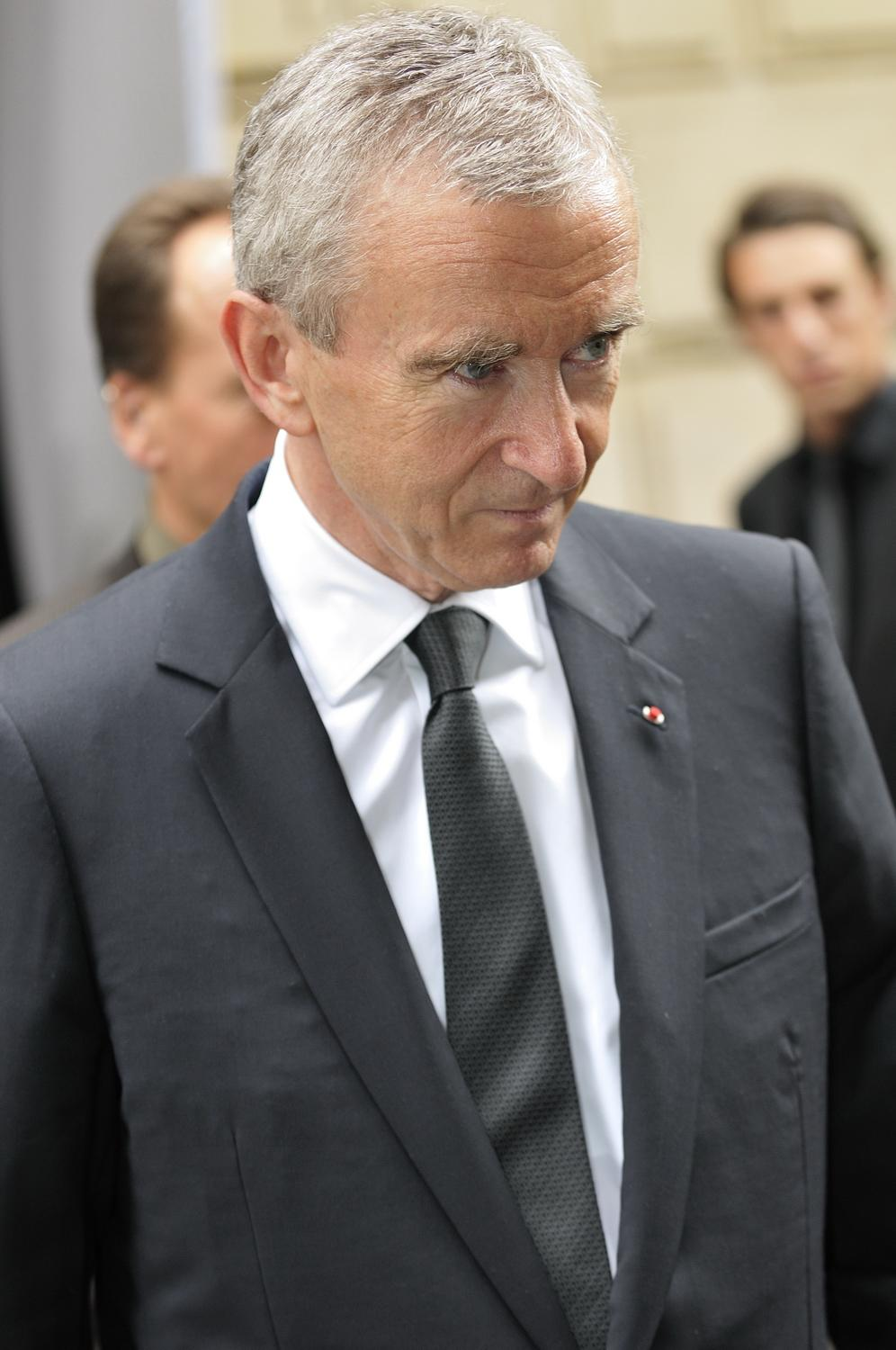
4.° Bernard Arnault (França)

| N.° | Nome                       | Fortuna (em bilhões de US$) | Idade | Cidadania      | Origem da fortuna                  |
| --- | -------------------------- | --------------------------- | ----- | -------------- | ---------------------------------- |
| 01  | Carlos Slim Helú e família | 69,0                        | 72    | México         | Grupo Carso: América Móvil, Telmex |
| 02  | Bill Gates                 | 61,0                        | 56    | Estados Unidos | Cascade Investment: Microsoft      |
| 03  | Warren Buffett             | 44,0                        | 81    | Estados Unidos | Berkshire Hathaway                 |
| 04  | Bernard Arnault            | 41,0                        | 63    | França         | LVMH, Carrefour                    |
| 05  | Amancio Ortega             | 37,5                        | 75    | Espanha        | Inditex: Zara                      |
| 06  | Larry Ellison              | 36,0                        | 67    | Estados Unidos | Oracle Corporation                 |
| 07  | Eike Batista               | 30,0                        | 55    | Brasil         | EBX: OGX                           |
| 08  | Stefan Persson             | 24,5                        | 64    | Suécia         | Hennes & Mauritz                   |
| 09  | Li Ka-shing                | 25,5                        | 83    | Hong Kong      | Cheung Kong Holdings               |
| 010 | Karl Albrecht              | 24,5                        | 92    | Alemanha       | Aldi                               |

### 2011
As listas foram publicadas pela Forbes no dia 9 de março de 2011.
| N°  | Nome                       | Fortuna (em bilhões de US$) | Idade | Cidadania      | Origem da fortuna                  |
| --- | -------------------------- | --------------------------- | ----- | -------------- | ---------------------------------- |
| 01  | Carlos Slim Helú e família | 74,0                        | 71    | México         | Grupo Carso: América Móvil, Telmex |
| 02  | Bill Gates                 | 56,0                        | 55    | Estados Unidos | Cascade Investment: Microsoft      |
| 03  | Warren Buffett             | 50,0                        | 80    | Estados Unidos | Berkshire Hathaway                 |
| 04  | Bernard Arnault            | 41,0                        | 62    | França         | LVMH, Carrefour                    |
| 05  | Larry Ellison              | 39,5                        | 66    | Estados Unidos | Oracle Corporation                 |
| 06  | Lakshmi Mittal             | 31,1                        | 60    | Índia          | ArcelorMittal                      |
| 07  | Amancio Ortega             | 31,0                        | 74    | Espanha        | Inditex: Zara                      |
| 08  | Eike Batista               | 30,0                        | 53    | Brasil         | EBX: OGX                           |
| 09  | Mukesh Ambani              | 27,0                        | 57    | Índia          | Reliance Industries                |
| 010 | Christy Walton e família   | 26,5                        | 55    | Estados Unidos | Walmart                            |

### 2010
As listas foram publicadas pela Forbes no dia 10 de março de 2010.
| N.° | Nome                       | Fortuna (em bilhões de US$) | Idade | Cidadania      | Origem da fortuna                  |
| --- | -------------------------- | --------------------------- | ----- | -------------- | ---------------------------------- |
| 01  | Carlos Slim Helú e família | 53,5                        | 70    | México         | Grupo Carso: América Móvil, Telmex |
| 02  | Bill Gates                 | 53,0                        | 54    | Estados Unidos | Cascade Investment: Microsoft      |
| 03  | Warren Buffett             | 47,0                        | 79    | Estados Unidos | Berkshire Hathaway                 |
| 04  | Mukesh Ambani              | 29,0                        | 53    | Índia          | Reliance Industries                |
| 05  | Lakshmi Mittal             | 28,7                        | 60    | Índia          | ArcelorMittal                      |
| 06  | Larry Ellison              | 28,0                        | 66    | Estados Unidos | Oracle Corporation                 |
| 07  | Bernard Arnault            | 27,5                        | 61    | França         | LVMH, Carrefour                    |
| 08  | Eike Batista               | 27,0                        | 53    | Brasil         | EBX: OGX                           |
| 09  | Amancio Ortega             | 25,0                        | 74    | Espanha        | Inditex: Zara                      |
| 010 | Karl Albrecht              | 23,5                        | 90    | Alemanha       | Aldi                               |

### 2009
As listas foram publicadas pela Forbes no dia 11 de março de 2009.
| N.° | Nome                       | Fortuna (em bilhões de US$) | Idade | Cidadania      | Origem da fortuna                  |
| --- | -------------------------- | --------------------------- | ----- | -------------- | ---------------------------------- |
| 01  | Bill Gates                 | 40,0                        | 53    | Estados Unidos | Cascade Investment: Microsoft      |
| 02  | Warren Buffett             | 37,0                        | 78    | Estados Unidos | Berkshire Hathaway                 |
| 03  | Carlos Slim Helú e família | 35,0                        | 69    | México         | Grupo Carso: América Móvil, Telmex |
| 04  | Larry Ellison              | 22,5                        | 64    | Estados Unidos | Oracle Corporation                 |
| 05  | Ingvar Kamprad             | 22,0                        | 83    | Suécia         | IKEA                               |
| 06  | Karl Albrecht              | 21,5                        | 89    | Alemanha       | Aldi                               |
| 07  | Mukesh Ambani              | 19,5                        | 57    | Índia          | Reliance Industries                |
| 08  | Lakshmi Mittal             | 19,3                        | 58    | Índia          | ArcelorMittal                      |
| 09  | Theo Albrecht              | 18,8                        | 87    | Alemanha       | Aldi                               |
| 010 | Amancio Ortega             | 18,3                        | 73    | Espanha        | Inditex: Zara                      |

### 2008
As listas foram publicadas pela Forbes no dia 5 de março de 2008.
| N.° | Nome                       | Fortuna (em bilhões de US$) | Idade | Cidadania      | Origem da fortuna                    |
| --- | -------------------------- | --------------------------- | ----- | -------------- | ------------------------------------ |
| 01  | Warren Buffett             | 62,0                        | 77    | Estados Unidos | Berkshire Hathaway                   |
| 02  | Carlos Slim Helú e família | 60,0                        | 68    | México         | Grupo Carso: América Móvil, Telmex   |
| 03  | Bill Gates                 | 58,0                        | 52    | Estados Unidos | Cascade Investment: Microsoft        |
| 04  | Lakshmi Mittal             | 45,0                        | 57    | Índia          | ArcelorMittal                        |
| 05  | Mukesh Ambani              | 43,0                        | 50    | Índia          | Reliance Industries                  |
| 06  | Anil Ambani                | 42,0                        | 48    | Índia          | Reliance Anil Dhirubhai Ambani Group |
| 07  | Ingvar Kamprad             | 31,0                        | 81    | Suécia         | IKEA                                 |
| 08  | Kushal Pal Singh           | 30,0                        | 76    | Índia          | DLF (companhia)                      |
| 010 | Karl Albrecht              | 27,0                        | 88    | Alemanha       | Aldi                                 |
| 09  | Oleg Deripaska             | 28,0                        | 40    | Rússia         | Rusal                                |

### 2007
As listas foram publicadas pela Forbes em 8 de março de 2007.
| N°  | Nome                       | Fortuna (em bilhões de US$) | Idade | Cidadania      | Origem da fortuna      |
| --- | -------------------------- | --------------------------- | ----- | -------------- | ---------------------- |
| 01  | Bill Gates                 | 56,0                        | 51    | Estados Unidos | Microsoft              |
| 02  | Warren Buffett             | 52,0                        | 76    | Estados Unidos | Berkshire Hathaway     |
| 03  | Carlos Slim Helú e família | 49,0                        | 67    | México         | Telmex                 |
| 04  | Ingvar Kamprad             | 33,0                        | 80    | Suécia         | IKEA                   |
| 05  | Lakshmi Mittal             | 32,0                        | 56    | Índia          | Mittal Steel           |
| 06  | Sheldon Adelson            | 26,5                        | 73    | Estados Unidos | Las Vegas Sands        |
| 07  | Bernard Arnault            | 26,0                        | 58    | França         | LVMH                   |
| 08  | Amancio Ortega             | 24,0                        | 71    | Espanha        | Inditex: Zara          |
| 09  | Li Ka-Shing                | 23,0                        | 78    | Hong Kong      | Cheung Kong Holdings   |
| 010 | David Thomson e família    | 22,0                        | 49    | Canadá         | Thomson Corporation\|- |

### 2006
As listas foram publicadas pela Forbes em março de 2006.
| N.° | Nome                               | Fortuna (em bilhões de US$) | Idade | Cidadania      | Origem da fortuna       |
| --- | ---------------------------------- | --------------------------- | ----- | -------------- | ----------------------- |
| 01  | Bill Gates                         | 52,0                        | 50    | Estados Unidos | Microsoft               |
| 02  | Warren Buffett                     | 42,0                        | 75    | Estados Unidos | Berkshire Hathaway      |
| 03  | Carlos Slim Helú e família         | 30,0                        | 66    | México         | Telmex                  |
| 04  | Ingvar Kamprad                     | 28,0                        | 79    | Suécia         | IKEA                    |
| 05  | Lakshmi Mittal                     | 23,5                        | 55    | Índia          | Mittal Steel            |
| 06  | Paul Allen                         | 22,0                        | 53    | Estados Unidos | Microsoft               |
| 07  | Bernard Arnault                    | 21,5                        | 57    | França         | LVMH                    |
| 08  | Principe Alwaleed Bin Talal Alsaud | 20,0                        | 49    | Arábia Saudita | Kingdom Holding Company |
| 09  | Kenneth Thomson e família          | 19,6                        | 82    | Canadá         | Thomson Corporation     |
| 010 | Li Ka-Shing                        | 18,8                        | 77    | Hong Kong      | Cheung Kong Holdings    |

### 2005
As listas foram publicadas pela Forbes em março de 2005.
| N.° | Nome                               | Fortuna (em bilhões de US$) | Idade | Cidadania      | Origem da fortuna       |
| --- | ---------------------------------- | --------------------------- | ----- | -------------- | ----------------------- |
| 01  | Bill Gates                         | 46,5                        | 49    | Estados Unidos | Microsoft               |
| 02  | Warren Buffett                     | 44,0                        | 74    | Estados Unidos | Berkshire Hathaway      |
| 03  | Lakshmi Mittal                     | 25,0                        | 54    | Índia          | Mittal Steel            |
| 04  | Carlos Slim Helú e família         | 23,8                        | 65    | México         | Telmex                  |
| 05  | Principe Alwaleed Bin Talal Alsaud | 23,7                        | 49    | Arábia Saudita | Kingdom Holding Company |
| 06  | Ingvar Kamprad                     | 23,0                        | 79    | Suécia         | IKEA                    |
| 07  | Paul Allen                         | 21,0                        | 52    | Estados Unidos | Microsoft               |
| 08  | Karl Albrecht                      | 18,5                        | 85    | Alemanha       | Aldi                    |
| 09  | Larry Ellison                      | 18,4                        | 60    | Estados Unidos | Oracle Corporation      |
| 010 | S. Robson Walton                   | 18,3                        | 61    | Estados Unidos | Walmart                 |

### 2004
As listas foram publicadas pela Forbes no dia 26 de fevereiro de 2004.
| N.° | Nome                               | Fortuna (em bilhões de US$) | Idade | Cidadania      | Origem da fortuna       |
| --- | ---------------------------------- | --------------------------- | ----- | -------------- | ----------------------- |
| 01  | Bill Gates                         | 46,6                        | 48    | Estados Unidos | Microsoft               |
| 02  | Warren Buffett                     | 42,9                        | 73    | Estados Unidos | Berkshire Hathaway      |
| 03  | Karl Albrecht                      | 23,0                        | 84    | Alemanha       | Aldi                    |
| 04  | Principe Alwaleed Bin Talal Alsaud | 21,5                        | 47    | Arábia Saudita | Kingdom Holding Company |
| 05  | Paul Allen                         | 21,0                        | 51    | Estados Unidos | Microsoft               |
| 06  | Alice Walton                       | 20,0                        | 55    | Estados Unidos | Walmart                 |
| 06  | Helen Walton                       | 20,0                        | 84    | Estados Unidos | Walmart                 |
| 06  | Jim Walton                         | 20,0                        | 56    | Estados Unidos | Walmart                 |
| 06  | John Walton                        | 20,0                        | 58    | Estados Unidos | Walmart                 |
| 06  | S. Robson Walton                   | 20,0                        | 60    | Estados Unidos | Walmart                 |

### 2003
As listas foram publicadas pela Forbes em 2003.
| N.° | Nome                               | Fortuna (em bilhões de US$) | Idade | Cidadania      | Origem da fortuna       |
| --- | ---------------------------------- | --------------------------- | ----- | -------------- | ----------------------- |
| 01  | Bill Gates                         | 40,7                        | 47    | Estados Unidos | Microsoft               |
| 02  | Warren Buffett                     | 30,5                        | 72    | Estados Unidos | Berkshire Hathaway      |
| 03  | Karl Albrecht e Theo Albrecht      | 25,6                        | -     | Alemanha       | Aldi                    |
| 04  | Paul Allen                         | 20,1                        | 50    | Estados Unidos | Microsoft               |
| 05  | Principe Alwaleed Bin Talal Alsaud | 17,7                        | 46    | Arábia Saudita | Kingdom Holding Company |
| 06  | Larry Ellison                      | 16,6                        | 58    | Estados Unidos | Oracle Corporation      |
| 07  | Alice Walton                       | 16,5                        | 54    | Estados Unidos | Walmart                 |
| 07  | Helen Walton                       | 16,5                        | 83    | Estados Unidos | Walmart                 |
| 07  | Jim Walton                         | 16,5                        | 55    | Estados Unidos | Walmart                 |
| 07  | John Walton                        | 16,5                        | 57    | Estados Unidos | Walmart                 |
| 07  | S. Robson Walton                   | 16,5                        | 59    | Estados Unidos | Walmart                 |

### 2002
As listas foram publicadas pela Forbes no dia 28 de fevereiro de 2002.
| N.° | Nome                          | Fortuna (em bilhões de US$) | Idade | Cidadania      | Origem da fortuna  |
| --- | ----------------------------- | --------------------------- | ----- | -------------- | ------------------ |
| 01  | Bill Gates                    | 52,8                        | 46    | Estados Unidos | Microsoft          |
| 02  | Warren Buffett                | 35,0                        | 71    | Estados Unidos | Berkshire Hathaway |
| 03  | Karl Albrecht e Theo Albrecht | 26,8                        | -     | Alemanha       | Aldi               |
| 04  | Paul Allen                    | 25,2                        | 49    | Estados Unidos | Microsoft          |
| 05  | Larry Ellison                 | 23,5                        | 57    | Estados Unidos | Oracle Corporation |
| 06  | Jim Walton                    | 20,8                        | 54    | Estados Unidos | Walmart            |
| 07  | John Walton                   | 20,7                        | 57    | Estados Unidos | Walmart            |
| 08  | Alice Walton                  | 20,5                        | 53    | Estados Unidos | Walmart            |
| 08  | S. Robson Walton              | 20,5                        | 58    | Estados Unidos | Walmart            |
| 010 | Helen Walton                  | 20,4                        | 82    | Estados Unidos | Walmart            |

### 2001
As listas foram publicadas pela Forbes no dia 21 de junho de 2001.
| N.° | Nome                               | Fortuna (em bilhões de US$) | Idade | Cidadania      | Origem da fortuna       |
| --- | ---------------------------------- | --------------------------- | ----- | -------------- | ----------------------- |
| 01  | Bill Gates                         | 58,7                        | 45    | Estados Unidos | Microsoft               |
| 02  | Warren Buffett                     | 32,3                        | 70    | Estados Unidos | Berkshire Hathaway      |
| 03  | Paul Allen                         | 30,4                        | 48    | Estados Unidos | Microsoft               |
| 04  | Larry Ellison                      | 26,0                        | 56    | Estados Unidos | Oracle Corporation      |
| 05  | Karl Albrecht e Theo Albrecht      | 25,0                        | -     | Alemanha       | Aldi                    |
| 06  | Principe Alwaleed Bin Talal Alsaud | 20,0                        | 44    | Arábia Saudita | Kingdom Holding Company |
| 07  | Jim Walton                         | 18,8                        | 53    | Estados Unidos | Walmart                 |
| 08  | John Walton                        | 18,7                        | 55    | Estados Unidos | Walmart                 |
| 09  | S. Robson Walton                   | 18,6                        | 57    | Estados Unidos | Walmart                 |
| 010 | Alice Walton                       | 18,5                        | 52    | Estados Unidos | Walmart                 |
| 010 | Helen Walton                       | 18,5                        | 81    | Estados Unidos | Walmart                 |

### 2000
As listas foram publicadas pela Forbes em 2000.
| N.° | Nome                               | Fortuna (em bilhões de US$) | Idade | Cidadania      | Origem da fortuna       |
| --- | ---------------------------------- | --------------------------- | ----- | -------------- | ----------------------- |
| 01  | Bill Gates                         | 60,0                        | 44    | Estados Unidos | Microsoft               |
| 02  | Larry Ellison                      | 47,0                        | 55    | Estados Unidos | Oracle Corporation      |
| 03  | Paul Allen                         | 28,0                        | 47    | Estados Unidos | Microsoft               |
| 04  | Warren Buffett                     | 25,6                        | 69    | Estados Unidos | Berkshire Hathaway      |
| 05  | Karl Albrecht e Theo Albrecht      | 20,0                        | -     | Alemanha       | Aldi                    |
| 05  | Principe Alwaleed Bin Talal Alsaud | 20,0                        | 43    | Arábia Saudita | Kingdom Holding Company |
| 05  | S. Robson Walton                   | 20,0                        | 57    | Estados Unidos | Walmart                 |
| 08  | Masayoshi Son                      | 19,4                        | 43    | Japão          | SoftBank                |
| 09  | Michael Dell                       | 19,1                        | 46    | Estados Unidos | Dell                    |
| 010 | Kenneth Thomson                    | 16,1                        | 77    | Canadá         | Thomson Corporation     |

### Legenda
| Ícone    | Descrição                                    |
| -------- | -------------------------------------------- |
| Estável  | Nenhuma mudança em relação à lista anterior. |
| Lucro    | Aumentou em relação à lista anterior.        |
| Prejuízo | Diminuiu em relação à lista anterior.        |

## Estatísticas
A bolha da internet criou a maior riqueza de papel para alguns bilionários. No entanto, uma vez que a bolha da internet explodiu, os novos ricos viram suas fortunas desaparecerem. As fortunas dos bilionários foram atingidas ainda mais pela crise financeira global; O ano de 2009 foi o primeiro em cinco anos em que o mundo teve uma perda líquida no número de bilionários. O forte desempenho dos mercados financeiros e a recuperação econômica global eliminaram as perdas dos ativos financeiros. A maioria das pessoas mais ricas do mundo viram suas fortunas dispararem no inicio de 2010.
| Ano  | Número de bilionários | Valor combinado do grupo |
| ---- | --------------------- | ------------------------ |
| 2021 | 2755                  | $13,1 trilhão            |
| 2020 | 2095                  | $8,0 trilhão             |
| 2019 | 2153                  | $8,7 trilhão             |
| 2018 | 2208                  | $9,1 trilhão             |
| 2017 | 2043                  | $7,67 trilhão            |
| 2016 | 1810                  | $6,5 trilhão             |
| 2015 | 1826                  | $7,1 trilhão             |
| 2014 | 1645                  | $6,4 trilhão             |
| 2013 | 1426                  | $5,4 trilhão             |
| 2012 | 1226                  | $4,6 trilhão             |
| 2011 | 1210                  | $4,5 trilhão             |
| 2010 | 1011                  | $3,6 trilhão             |
| 2009 | 793                   | $2,4 trilhão             |
| 2008 | 1125                  | $4,4 trilhão             |
| 2007 | 946                   | $3,5 trilhão             |
| 2006 | 793                   | $2,6 trilhão             |
| 2005 | 691                   | $2,2 trilhão             |
| 2004 | 587                   | $1,9 trilhão             |
| 2003 | 476                   | $1,4 trilhão             |
| 2002 | 497                   | $1,5 trilhão             |
| 2001 | 538                   | $1,8 trilhão             |
| 2000 | 470                   | $898 bilhão              |

Fonte: Forbes.